# Robin Lawless
Robin Lawless, fue un colono Anglonormando en Connacht, fl. 1248-Domingo de Pascua de 1260.

## Biografía
Lawless pudo haber sido miembro de los Lawless del este de Leinster, que era una notable familia anglonormanda establecida al sur del condado de Dublín / norte de Wicklow en torno a 1220s. El área entre la ciudad de Wicklow y Newcastle McKynegan fue más tarde conocido como Condado Lawless. La familia Lawless era de origen galés, aparentemente arrendatarios de la familia de Londres de Oystermouth Castillo en Gower.
Lawless aparece mencionado por vez primera en los de Connacht, sub anno 1248:
- Los hijos de Magnus, y el hijo de Conchobar Ruad hizo un ejército y se rebeló contra los extrajeron. Quemaron el castillo de Mac Herry y capturaron a su castellano y se llevaron las presas de Umall del norte a las islas de Clew Bay. Entonces Jordan de Exeter y John Butler y Robin Laigles y muchos otros se reunieron y marcharon primero Ballintober y de ahí a Aghagower, y al día siguiente  saquearon Umall, del norte y del sur.

El mismo anal señala su muerte en 1260: Robin Laigles murió el Domingo de Pascua este año.

## Familia y descendientes
Robin Lawless parece ser el mismo Roibeárd Lawless, mencionado en una genealogía por Dubhaltach Mac Fhirbhisigh. Está listado como Roibeárd hijo de Uilliam hijo de Nioclás Lawless.
En 1271, Aed hijo de Comarba Comain O Conchobair fue asesinado por Thomas Butler en Muine Ingine Crechain. Domnall O Flainn fue asesinado por el hijo de Robin Laigles en el mismo día, en el extremo sur de Shrule. La identidad de este hijo es incierta pero puede ser Uilliam Lawless (muerto 1316), que se cita como el hijo de Roibeárd hijo de Uilliam hijo de Nioclás Lawless. 
Miembros de la familia Lawless de Connacht poseerían más tarde el control de tierras "en el oeste del Condado Mayo, en términos generales en el área entre Castlebar y Westport, con reclamaciones en Inishbofin y Inishark y una relación con el Manor de Loughrea en Condado Galway. Es en estas áreas generales todavía pueden encontrarse gente con este nombre en el siglo XXI." (p. 91, Martyn, 2011).